# Geordie Shore/Staffel 11
Für die 11. Staffel von Geordie Shore begibt sich der gesamte Cast der vorigen Staffel (außer James) nach Griechenland. Spezielle Orte waren Zakynthos, Malia und Ios sowie Athen. Im Mittelpunkt der Staffel steht die Beziehungskrise von Holly und Kyle, welcher nach der Trennung die Serie verlässt. Auch beginnt das Eifersuchtsdrama von Chloe wegen Scott. In der letzten Folge der Staffel macht Marnies Freund Ricky ihr einen Antrag, woraufhin auch sie die Serie verlässt. Nathan gesteht sich seine Homosexualität ein und erhält viel Zuspruch von seiner Bewohnern. Im Frühling 2016 begann die Ausstrahlung der 12. Staffel.
| Cast members | Series 11 | Series 11 | Series 11 | Series 11 | Series 11 | Series 11 | Series 11 | Series 11 | Series 11 | Series 11 |
| Cast members | 1         | 2         | 3         | 4         | 5         | 6         | 7         | 8         | 9         | 10        |
| Aaron        |           |           |           |           |           |           |           |           |           |           |
| Charlotte    |           |           |           |           |           |           |           |           |           |           |
| Chloe        |           |           |           |           |           |           |           |           |           |           |
| Gaz          |           |           |           |           |           |           |           |           |           |           |
| Holly        |           |           |           |           |           |           |           |           |           |           |
| Kyle         |           |           |           |           |           |           |           |           |           |           |
| Marnie       |           |           |           |           |           |           |           |           |           |           |
| Nathan       |           |           |           |           |           |           |           |           |           |           |
| Scott        |           |           |           |           |           |           |           |           |           |           |
| ------------ | --------- | --------- | --------- | --------- | --------- | --------- | --------- | --------- | --------- | --------- |

Legende
| No. in Serie | No. in Staffel | Erstausstrahlung (UK) | Dauer   | Einschaltquoten (UK) | Zusammenfassung |
| 79           | 1              | 20. Oktober 2015      | 60 Min. | 1.003.000            | Die Geordies sind wieder da, und freuen sich, dass Anna sie in die Heimat des Kebab schickt: nach Griechenland. Zwischen Scott und Chloe geht es heiß her, und Holly und Kyle zoffen sich. Gaz und Charlotte kommen in eine peinliche Situation. |
| 80           | 2              | 27. Oktober 2015      | 60 Min. | 945.000              | Die Geordies sind aus dem Häuschen, als Anna sie in ihr neues Zuhause nach Kreta schickt. Chloe will wissen, wie Scott zu ihr steht, und Charlotte und Marnie müssen den anderen nach der ersten Nacht in Malia Rede und Antwort stehen.         |
| 81           | 3              | 3. November 2015      | 60 Min. | 1.246.000            | Gaz’ Abschlepp-Wettbewerb sorgt für Krach zwischen Aaron und Scott. Charlotte klärt Holly über Kyle auf, weswegen ihre Freundschaft kurz vor dem Aus steht. Derweil kommen sich Chloe und Scott auf der Toga-Party näher als je zuvor.           |
| 82           | 4              | 10. November 2015     | 60 Min. | 1.150.000            | Die Truppe zieht zurück nach Zakynthos. Chloe macht auf der Bootsparty Krawall, und Kyle trifft eine schwere Entscheidung wegen Holly. Als Marnie Kyle im Club beobachtet, kochen die Emotionen über, und alles gerät außer Kontrolle.           |
| 83           | 5              | 17. November 2015     | 60 Min. | 1.250.000            | Gaz provoziert bei der frisch getrennten Holly einen Zusammenbruch. Kyle genießt seinen ersten Männerabend als Single. Die Mädels nehmen Rache und stellen fest, dass die Kluft zwischen ihnen und den Jungs so groß ist wie nie zuvor.          |
| 84           | 6              | 24. November 2015     | 60 Min. | 1.158.000            | Die Geordies segeln nach Ios, aber die Trennung von Kyle und Holly führt zu Spannungen in der Gruppe. Scott verärgert Chloe, Holly bricht einen Streit mit Kyle vom Zaun, und Charlotte nimmt für einen Kebab unglaubliche Mühen auf sich.       |
| 85           | 7              | 1. Dezember 2015      | 60 Min. | 1.182.000            | Ios. Chloes Versuch, Scotts Aufmerksamkeit zu erregen, geht schief. Ein Ausflug zum Strand wird zur netten Überraschung für Nathan. Und die Situation mit Holly und Kyle spitzt sich zu, als die Jungs aneinandergeraten.                        |
| 86           | 8              | 8. Dezember           | 60 Min. | 1.162.000            | Mykonos. Nach seiner dramatischen Abreise gewöhnen sich die Geordies an das Leben ohne Kyle. Chloes Plan, Scott eifersüchtig zu machen, geht schief. Und Charlottes liebevoll gemeinte Ansage kommt bei Holly zunächst nicht so gut an.          |
| 87           | 9              | 15. Dezember 2015     | 60 Min. | 1.250.000            | Zakynthos. Nachdem Chloe und Holly aneinandergeraten sind, gesteht Chloe Scott, was sie wirklich für ihn empfindet. Marnie erhält einen unerwarteten Anruf, und Nathan hat große Neuigkeiten für die Familie.                                    |
| 88           | 10             | 22. Dezember 2015     | 60 Min. | 1.148.000            | Die Reise der Geordies nach Griechenland nimmt ein bewegendes Ende. Chloe sagt das L-Wort, weswegen Scott das Gespräch mit ihr sucht. Ein überraschender Besuch steht an, und Marnie hat gewaltige Neuigkeiten.                                  |